# Basilique-cathédrale de l'Immaculée-Conception de Castries
Cette  cathédrale et basilique ne doit pas être confondue avec une autre cathédrale de Sainte-Lucie.
 D’autres édifices religieux sont nommés basilique de l'Immaculée-Conception et cathédrale de l'Immaculée-Conception.
La basilique-cathédrale de l'Immaculée-Conception est un large édifice religieux catholique sis à Castries, à Sainte-Lucie. Elle est le siège de l'archidiocèse de Castries.

## Historique
Construite à partir de 1894 sur les plans du père Scoles, la cathédrale détient le titre de plus grande cathédrale des Caraïbes et a été élevée au rang de basilique mineure le 11 mai 1999. Elle mesure 61 mètres de long sur 30 mètres de large.

## Architecture et décoration intérieure
Le toit est en bois et la décoration, multicolore, a été effectuée par l'artiste local Dunstan St. Omer. Elle intègre des influences caribéennes et africaines, notamment une Vierge noire et un enfant, et l'utilisation de tons rouge vif, verts et jaunes. Sainte Lucie, patronne de l'île, est représentée directement au-dessus de l'autel.
Des plaques de marbre sur les murs rendent hommage à des personnes disparues, notamment en mémoire de Mgr Charles Gachet, premier évêque du diocèse de Castries.

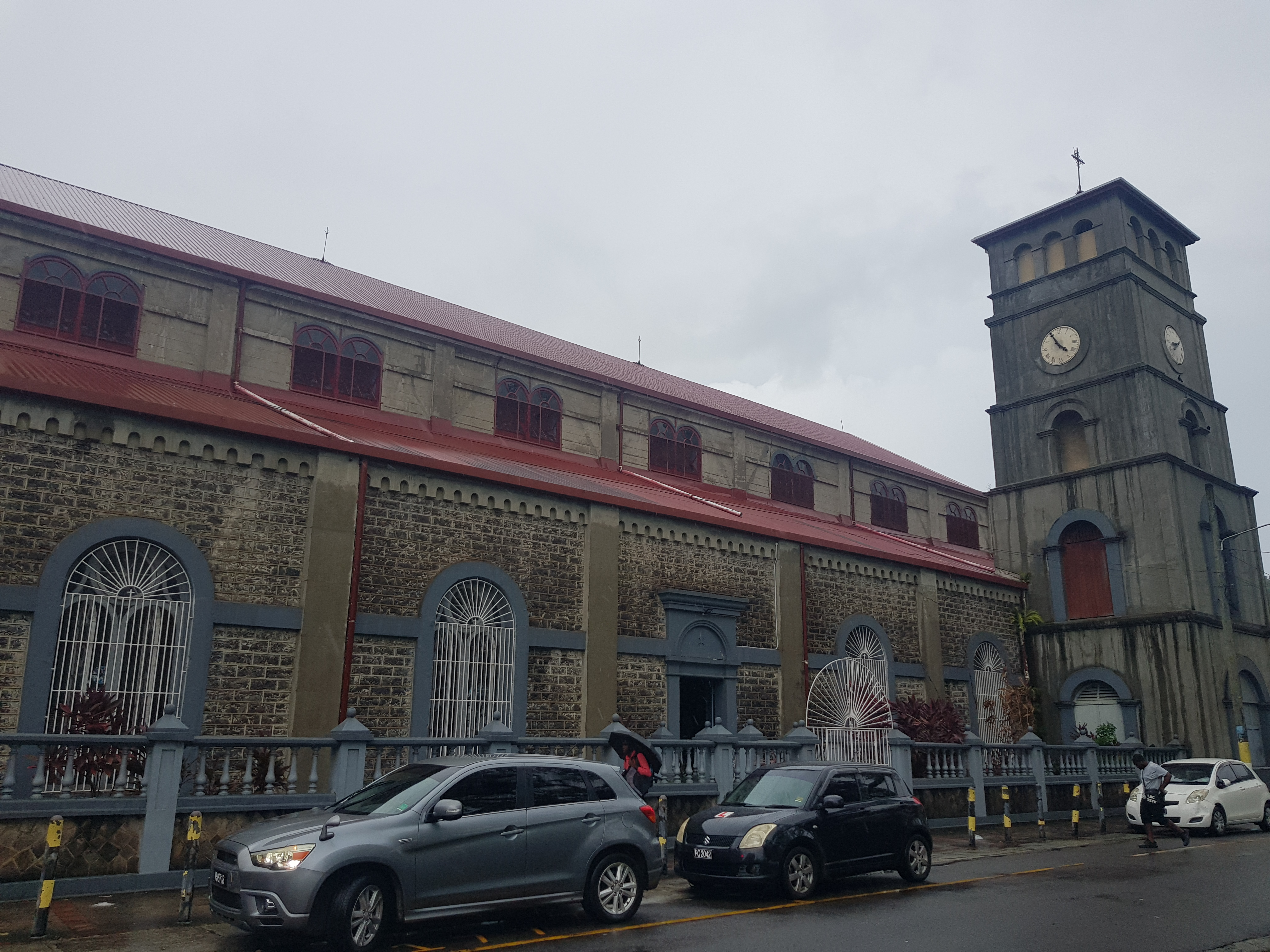
Basilique-cathédrale de l'Immaculée-Conception de Castries.
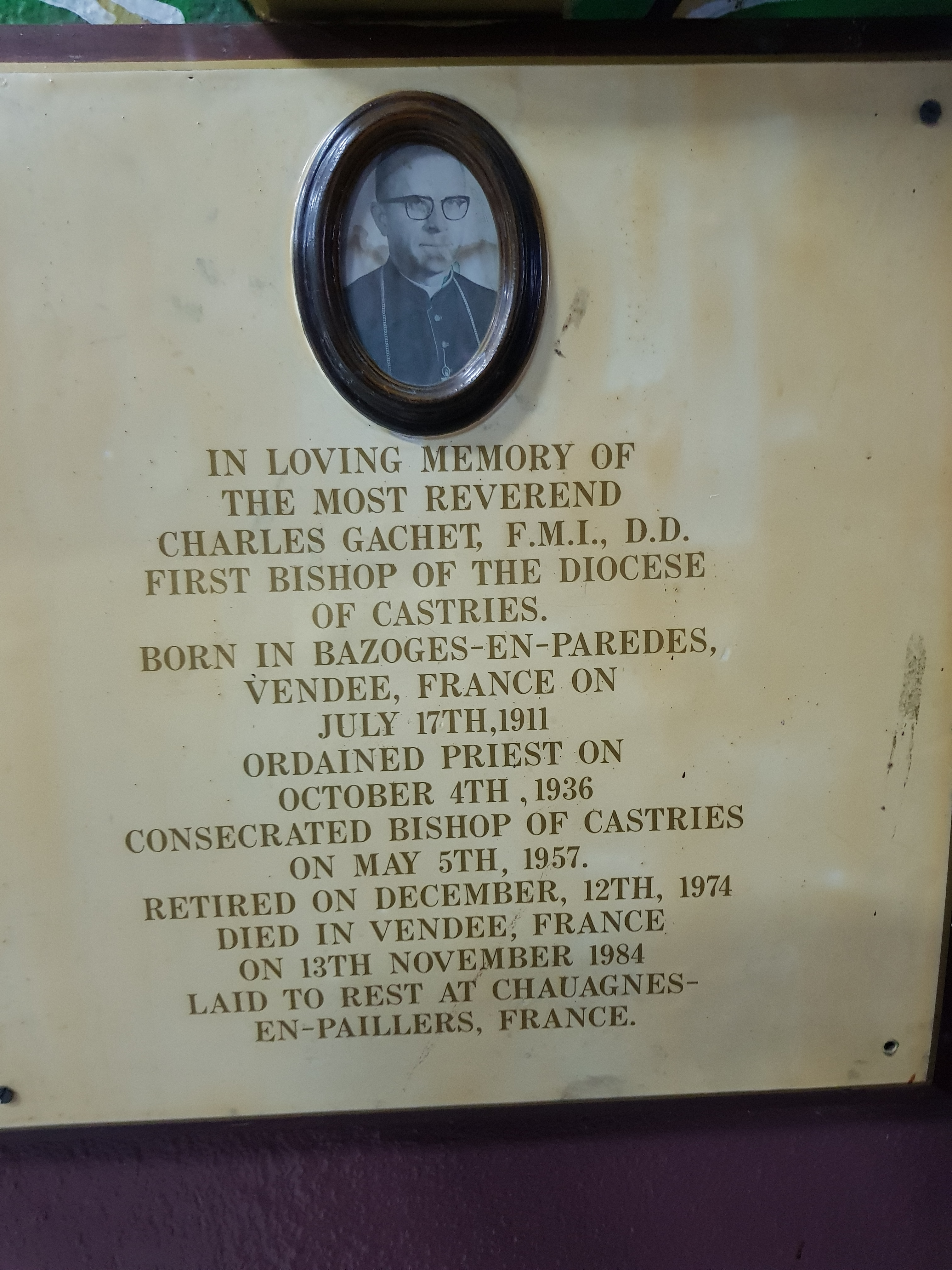
Plaque en mémoire de Charles Gachet, premier évêque du diocèse de Castries.
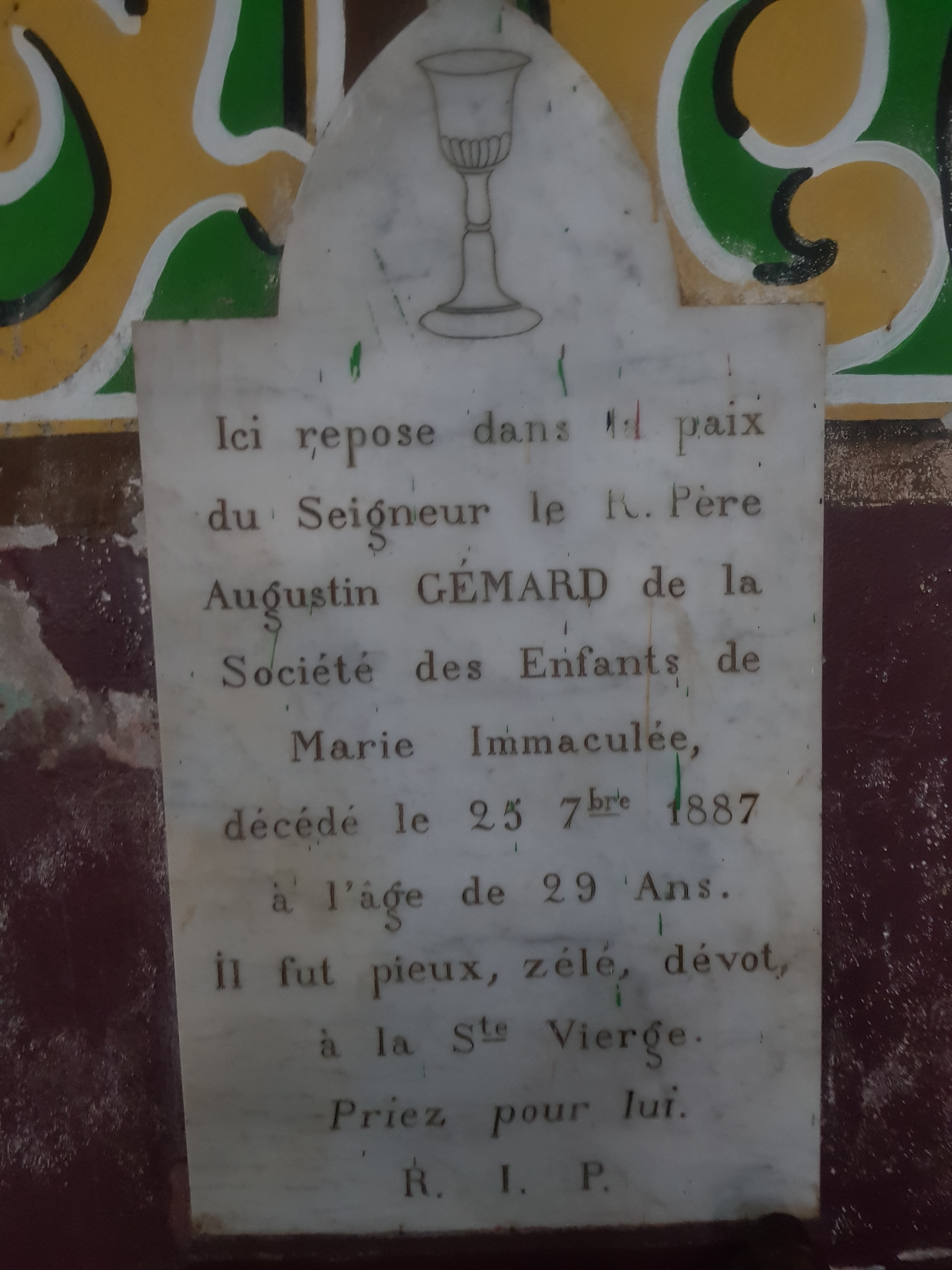
Plaque en hommage à Augustin Gémard dans la Basilique-cathédrale de l'Immaculée-Conception de Castries.
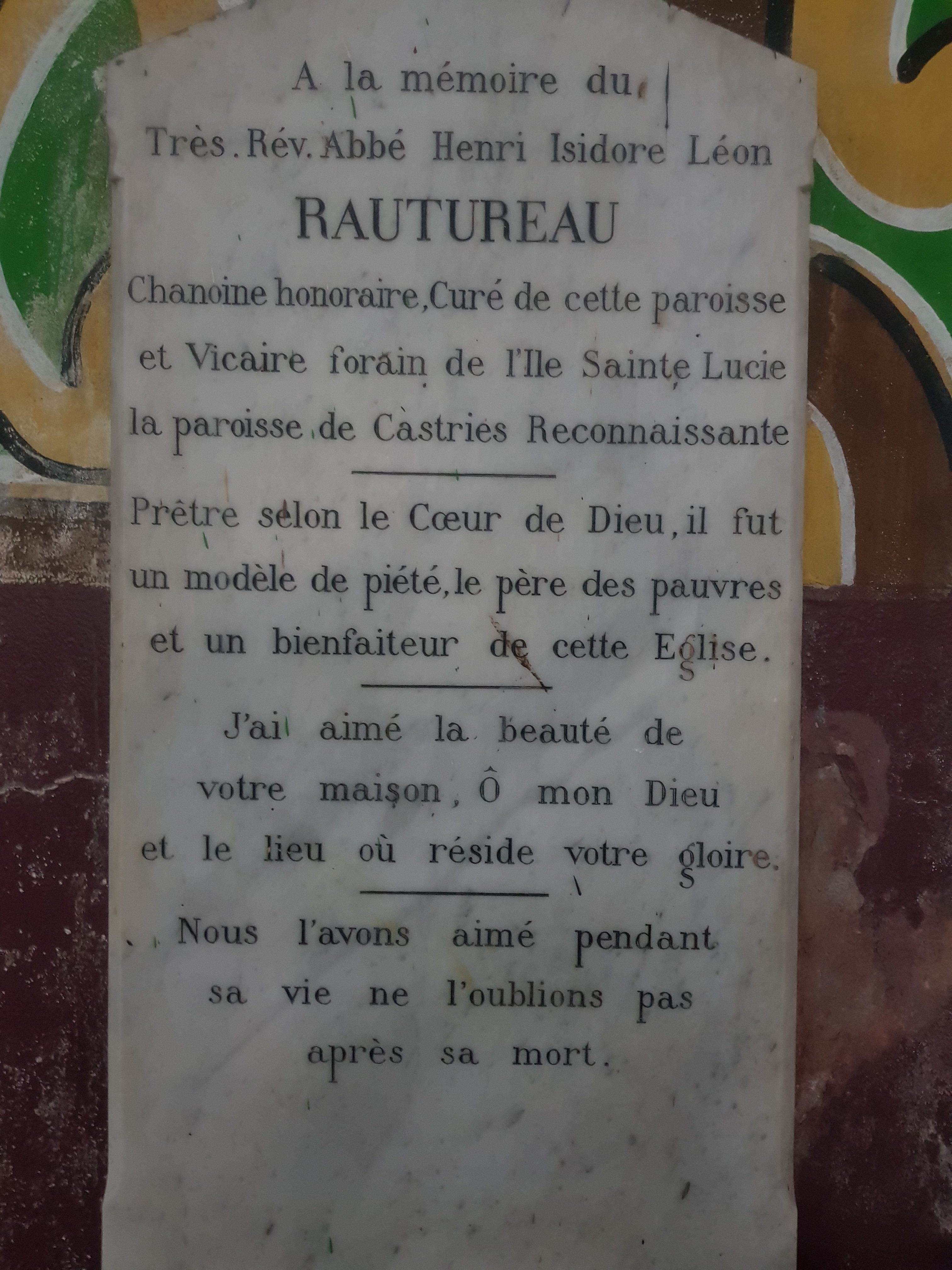
Plaque en hommage à Léon Rautureau dans la Basilique-cathédrale de l'Immaculée-Conception de Castries.
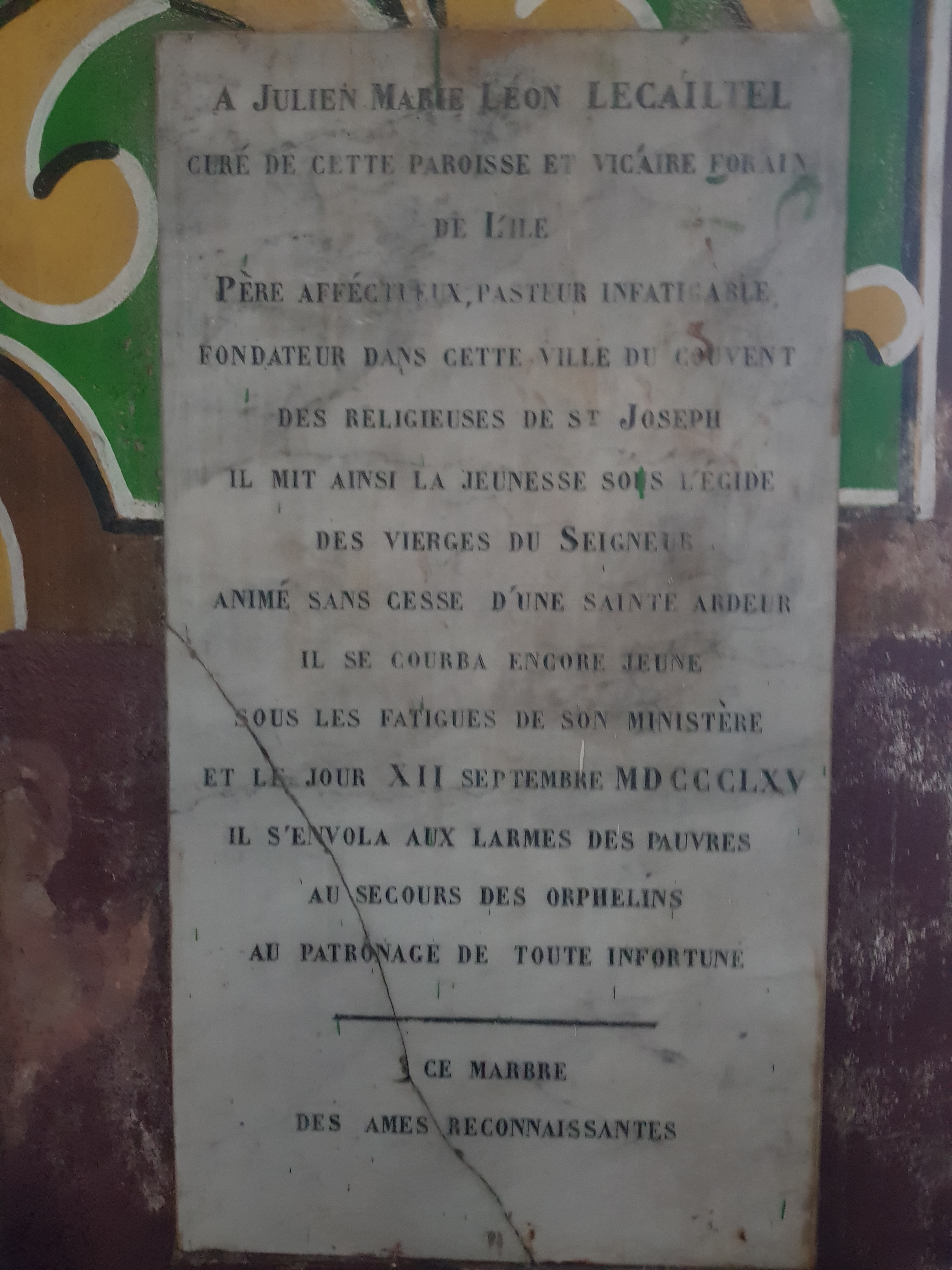
Plaque en hommage à Léon Lecailtel dans la Basilique-cathédrale de l'Immaculée-Conception de Castries.
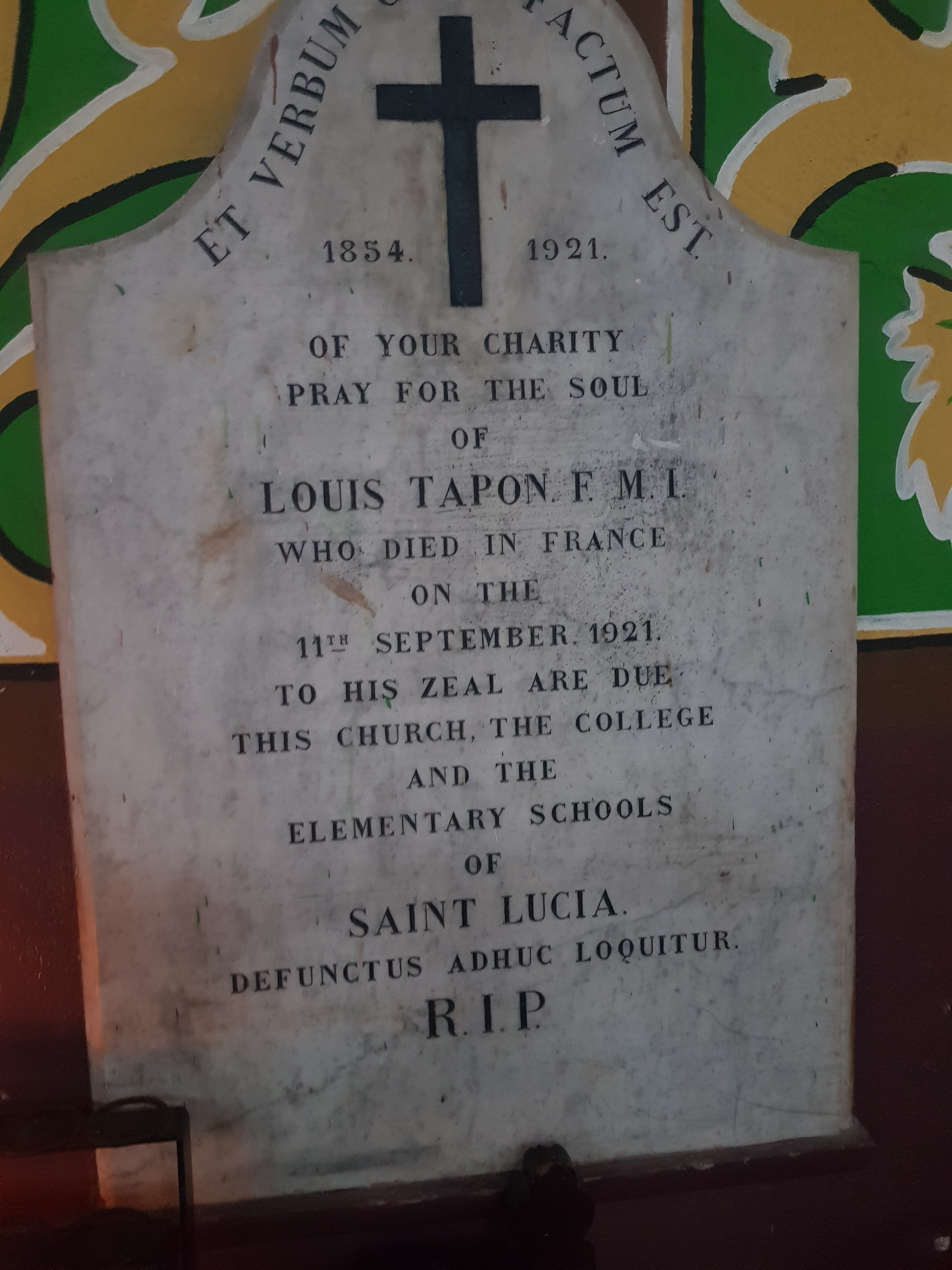
Plaque en hommage à Louis Tapon dans la Basilique-cathédrale de l'Immaculée-Conception de Castries.
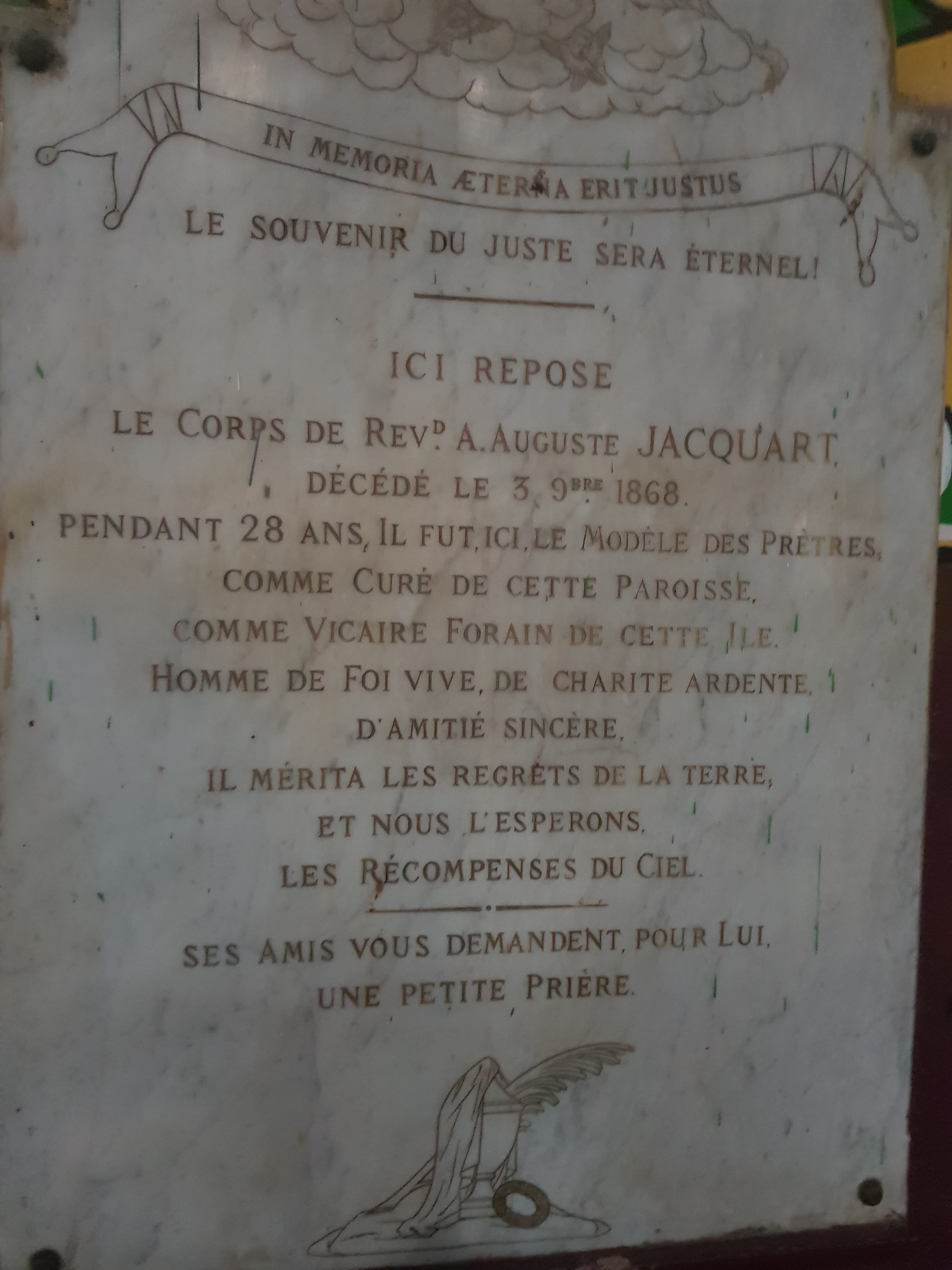
Plaque en hommage à Auguste Jacquart dans la Basilique-cathédrale de l'Immaculée-Conception de Castries.
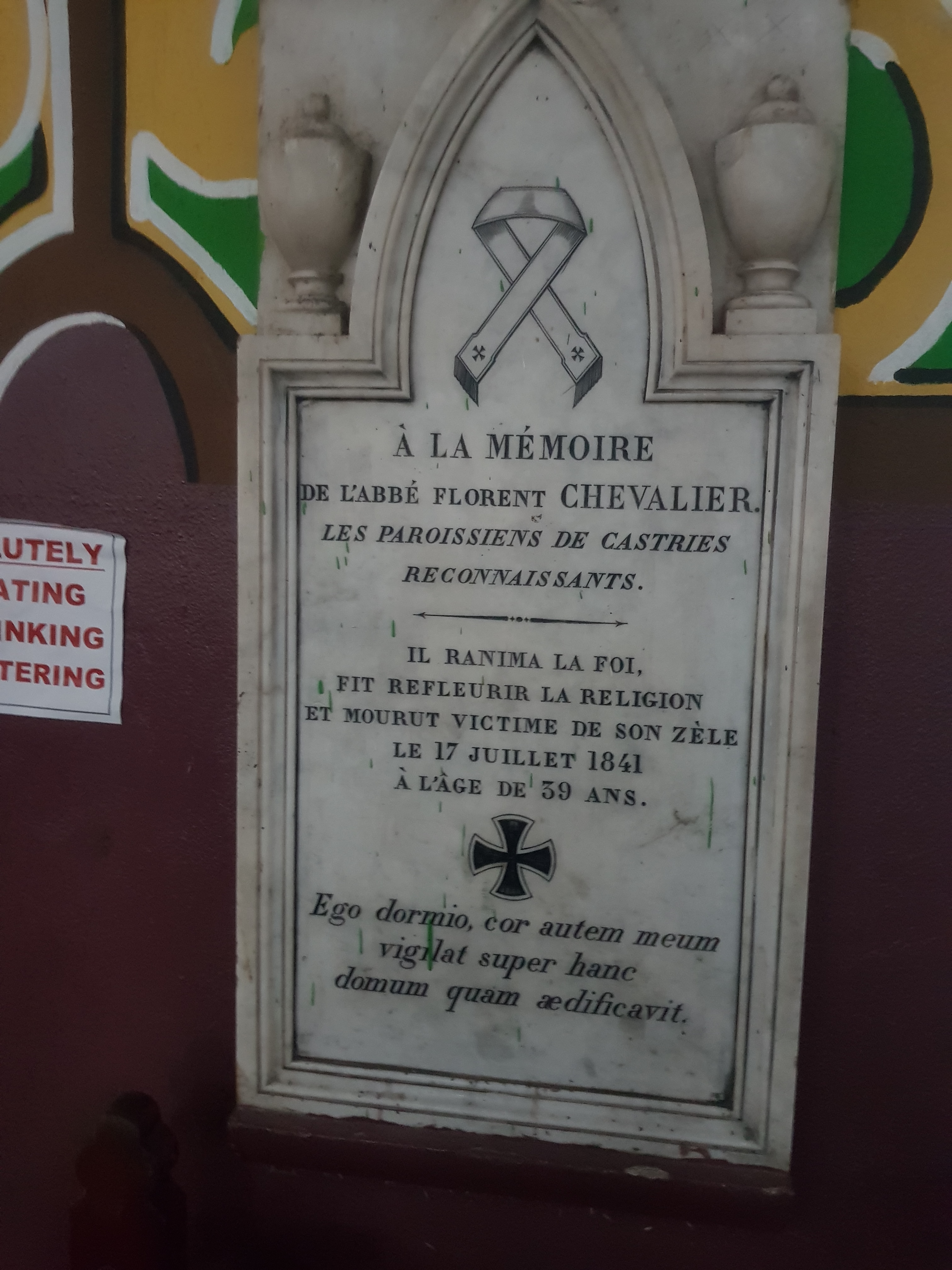
Plaque en hommage à Florent Chevalier dans la Basilique-cathédrale de l'Immaculée-Conception de Castries.